# Microplanus
Genre
Microplanus est un genre d'araignées aranéomorphes de la famille des Linyphiidae.

## Distribution
Les espèces de ce genre se rencontrent en Colombie et au Panama.

## Liste des espèces
Selon World Spider Catalog (version 16.5, 27/10/2015) :
- Microplanus mollis Millidge, 1991
- Microplanus odin Miller, 2007

## Publication originale
- Millidge, 1991 : Further linyphiid spiders (Araneae) from South America. Bulletin of the American Museum of Natural History, no 205, p. 1-199 (texte intégral).